# Campionati mondiali di curling in carrozzina
I campionati mondiali di curling in carrozzina sono una competizione sportiva organizzata dalla federazione internazionale World Curling Federation (WCF), in cui si assegna il titolo mondiale del curling in carrozzina.
I primi campionati mondiali di curling in carrozzina si tennero nel 2002. Dal 2004 si disputano a cadenza annuale, tranne negli anni in cui si disputa il torneo paralimpico.

## Edizioni e vincitori
| Anno | Sede                     | Periodo              | Oro                                                                                                  | Argento                                                                                           | Bronzo                                                                                        |
| ---- | ------------------------ | -------------------- | --- | ------------------------------------------------------------------------------------------------- | --------------------------------------------------------------------------------------------- |
| 2002 | Sursee, Svizzera         | 21-26 gennaio        | Svizzera Urs Bucher, Cesare Cassani, Manfred Bollinger, Therese Kämpfer, Silvia Obrist               | Canada Chris Daw, Don Bell, Jim Primavera, Karen Blachford, Richard Fraser                        | Scozia Frank Duffy, Alex Harvey, Michael McCreadie, Elaine Lister, James Sellar               |
| 2004 | Sursee, Svizzera         | 19-24 gennaio        | Scozia Frank Duffy, Michael McCreadie, Ken Dickson, Angie Malone, James Sellar                       | Svizzera Urs Bucher, Manfred Bollinger, Cesare Cassani, Therese Kämpfer, Otto Erb                 | Canada Chris Daw, Bruce McAninch, Jim Primavera, Karen Blachford                              |
| 2005 | Glasgow, Scozia          | 19-24 gennaio        | Scozia Frank Duffy, Michael McCreadie, Tom Killin, Angie Malone, Ken Dickson                         | Danimarca Kenneth Ørbæk, Rosita Jensen, Jørn Kristensen, Bjarne Jensen, Sussie Pedersen           | Svizzera Urs Bucher, Manfred Bollinger, Cesare Cassani, Therese Kämpfer, Erwin Lauper         |
| 2007 | Sollefteå, Svezia        | 17-24 febbraio       | Norvegia Rune Lorentsen, Geir Arne Skogstad, Jostein Stordahl, Lene Tystad, Trine Fissum             | Svizzera Manfred Bolliger, Erwin Lauper, Cesare Cassani, Madeleine Wildi, Claudia Tosse           | Scozia Michael McCreadie, Helen Nielson, James Sellar, Angie Malone, James Elliott            |
| 2008 | Sursee, Svizzera         | 2-9 febbraio         | Norvegia Rune Lorentsen, Jostein Stordahl, Geir Arne Skogstad, Lene Tystad, Anne Mette Samdal        | Corea del Sud Hak Sung Kim, Myung Jin Kim, Yang Hyun Cho, Mi-Suk Kang, Dong-Hee Ham               | Stati Uniti Jim Pierce, Augusto Jiminez Perez, Jim Joseph, Jacqui Kapinowski, Bob Prenoveau   |
| 2009 | Vancouver, Canada        | 21-28 febbraio       | Canada Jim Armstrong, Darryl Neighbour, Ina Forrest, Chris Sobkowicz, Sonja Gaudet                   | Svezia Jalle Jungnell, Glenn Ikonen, Patrik Burman, Anette Wilhelm                                | Germania Jens Jäger, Marcus Sieger, Jens Gäbel, Caren Totzauer, Astrid Hoer                   |
| 2011 | Praga, Repubblica Ceca   | 22 febbraio-1º marzo | Canada Jim Armstrong, Darryl Neighbour, Ina Forrest, Sonja Gaudet, Bruno Yizek                       | Scozia Aileen Neilson, Tom Killin, Gregor Ewan, Angie Malone, Michael McKenzie                    | Norvegia Rune Lorentsen, Jostein Stordahl, Tone Edvardsen, Terje Rafdal, Runar Bjørnstad      |
| 2012 | Chuncheon, Corea del Sud | 18-25 febbraio       | Russia Andrej Smirnov, Marat Romanov, Aleksandr Shevchenko, Svetlana Pakhomova, Oxana Slesarenko     | Corea del Sud Kim Hak-sung, Jung Seung-won, Noh Byeong-il, Kang Mi-suk, Bang Min-ja               | Cina Wang Haitao, Liu Wei, He Jun, Xu Guangqin, Zhang Qiang                                   |
| 2013 | Soči, Russia             | 16-23 febbraio       | Canada Jim Armstrong, Dennis Thiessen, Ina Forrest, Sonja Gaudet, Mark Ideson                        | Svezia Jalle Jungnell, Glenn Ikonen, Patrik Kallin, Kristina Ulander, Gert Erlandsson             | Cina Wang Haitao, Liu Wei, Xu Guangqin, He Jun, Zhang Qiang                                   |
| 2015 | Lohja, Finlandia         | 6-13 febbraio        | Russia Andrej Smirnov, Marat Romanov, Oxana Slesarenko, Aleksandr Shevchenko, Svetlana Pakhomova     | Cina Wang Haitao, Liu Wei, Zhang Qiang, Xu Guangqin, He Jun                                       | Finlandia Markku Karjalainen, Sari Karjalainen, Mina Mojtahedi, Tuomo Aarnikka, Vesa Leppanen |
| 2016 | Lucerna, Svizzera        | 21-28 febbraio       | Russia Andrej Smirnov, Konstantin Kurokhtin, Svetlana Pakhomova, Alexander Shevchenko, Marat Romanov | Norvegia Rune Lorentsen, Jostein Stordahl, Ole Fredrik Syversen, Sissel Løchen, Jan-Erik Hansen   | Corea del Sud Yang Hui-tae, Jung Seung-won, Seo Soon-seok, Bang Min-ja, Cha Jae-goan          |
| 2017 | Gangneung, Corea del Sud | 4-11 marzo           | Norvegia Rune Lorentsen, Jostein Stordahl, Ole Fredrik Syversen, Sissel Løchen, Rikke Iversen        | Russia Andrej Smirnov, Konstantin Kurokhtin, Alexander Shevchenko, Daria Shchukina, Marat Romanov | Scozia Aileen Neilson, Gregor Ewan, Hugh Nibloe, Bob McPherson, Angie Malone                  |
| 2019 | Stirling, Scozia         | 3-10 marzo           | Cina Wang Haitao, Zhang Mingliang, Xu Xinchen, Yan Zhou, Zhang Qiang                                 | Scozia Aileen Neilson, Hugh Nibloe, Robert McPherson, David Melrose, Gary Logan                   | Corea del Sud Yang Hui-tae, Seo Soon-seok, Cha Jin-ho, Bang Min-ah, Min Byeong-seok           |
| 2020 | Wetzikon, Svizzera       | 29 febbraio-7 marzo  | Russia Konstantin Kurokhtin, Andrei Meshcheriakov, Vitaly Danilov, Daria Shchukina, Anna Karpushina  | Canada Jon Thurston, Ina Forrest, Dennis Thiessen, Mark Ideson, Collinda Joseph                   | Svezia Viljo Petersson-Dahl, Mats-Ola Engborg, Ronny Persson, Kristina Ulander, Zandra Reppe  |
| 2021 | Pechino, Cina            | 23-30 ottobre        | Cina Wang Haitao, Chen Jianxin, Zhang Mingliang, Yan Zhuo, Sun Yulong                                | Svezia Viljo Petersson-Dahl, Ronny Persson, Mats-Ola Engborg, Kristina Ulander, Sabina Johansson  | RPC Konstantin Kurokhtin, Andrei Meshcheriakov, Vitaly Danilov, Daria Shchukina, Olga Beliak  |

## Medagliere per nazioni
Dati relativi ai mondiali disputati fino al 2021
| Pos | Nazione       | Oro | Argento | Bronzo | Totale |
| --- | ------------- | --- | ------- | ------ | ------ |
| 1   | Russia/ RPC   | 4   | 1       | 1      | 6      |
| 2   | Canada        | 3   | 2       | 1      | 6      |
| 3   | Norvegia      | 3   | 1       | 1      | 5      |
| 4   | Scozia        | 2   | 2       | 3      | 7      |
| 5   | Cina          | 2   | 1       | 2      | 5      |
| 6   | Svizzera      | 1   | 2       | 1      | 4      |
| 6   | Svizzera      | 1   | 2       | 1      | 4      |
| 8   | Corea del Sud | 0   | 2       | 2      | 4      |
| 9   | Svezia        | 0   | 3       | 1      | 4      |
| 10  | Finlandia     | 0   | 0       | 1      | 1      |
| 10  | Germania      | 0   | 0       | 1      | 1      |
| 10  | Stati Uniti   | 0   | 0       | 1      | 1      |